# Pseudoleptochelia inermis
Pseudoleptochelia inermis är en kräftdjursart som först beskrevs av Dollfus 1898.  Pseudoleptochelia inermis ingår i släktet Pseudoleptochelia och familjen Leptocheliidae. Inga underarter finns listade i Catalogue of Life.